# Linum cubense
Linum cubense är en linväxtart som beskrevs av J. Bisse. Linum cubense ingår i släktet linsläktet, och familjen linväxter. Inga underarter finns listade i Catalogue of Life.